# Jean-Philippe Genet
Pour les articles homonymes, voir Genet.
Jean-Philippe Genet, né le 19 août 1944 à Paris est un historien médiéviste français, spécialiste de l'Angleterre, de la culture et de la politique médiévale.

## Biographie
Jean-Philippe Genet a soutenue en 1996 une thèse d'État intitulée Les idées sociales et politiques en Angleterre : du début du XIVe siècle au milieu du XVIe siècle dirigée par Bernard Guenée.
Jean-Philippe Genet a traduit en français l'ouvrage d'E. Kantorowicz Les deux corps du roi. Il est par ailleurs l'un des fondateurs du Laboratoire de médévistique occidentale de Paris (UMR 8589), de la revue Histoire & Mesure.
Jean-Philippe Genet a œuvré à l'essor des méthodes informatiques appliquées à l'histoire (lexicométrie et bases de données prosopographiques), tant par ses enseignements que par ses travaux.

## Publications
- Jean-Philippe Genet (éd.), Standardisation et échange des bases de données historiques : actes de la troisième table ronde internationale, Paris, 15-16 mai 1987 / tenue au LISH, Paris, Éd. du CNRS, 1989.
- J.-P. Genet, Les idées sociales et politiques en Angleterre du début du XIVe siècle au milieu du XVIe siècle, thèse d'État, Paris-I, 1996.
- J.-P. Genet, « La genèse de l'État moderne ». Actes de la recherche en sciences sociales. Vol. 118, juin 1997. Genèse de l’État moderne. p. 3-18. [lire en ligne]
- J.P. Genet, La mutation de l'éducation et de la culture médiévales : Occident chrétien, XIIe siècle-milieu du XVe siècle, Paris, S. Arlan, 1999.
- J.-P. Genet, La genèse de l'État moderne. Culture et société politique en Angleterre, Paris, PUF, 2003.
- J.-P. Genet, Michel Balard et Michel Rouche, Le Moyen Âge en Occident. Hachette Éducation, collection Histoire Université, réédition 2003.
- J.-P. Genet et M. Balard, Le monde au Moyen Âge. Espaces, pouvoirs, civilisations, Paris, Hachette, 2004.
- J.-P. Genet, Les îles britanniques au Moyen Âge, Paris, Hachette, 2005.
- J.-P. Genet et A. Zorzi (dir.), Les historiens et l'informatique : un métier à réinventer. Actes des 7èmes Ateliers pour l'histoire et l'informatique, Rome, 4-6 décembre 2008, Rome, École française de Rome, 2011.
- J.-P. Genet (dir.), Traduction et culture : France-Îles britanniques, Paris, Classiques Garnier, 2018.
- J.-P. Genet (dir.), Vecteurs de l'idéel et mutation des sociétés politiques : actes des colloques organisés en 2013 et 2014 à Rome / par SAS et l'École française de Rome, Paris, Éditions de la Sorbonne, 2021.